# Ворон (фільм, 2024)
«Ворон» (англ. The Crow) — супергеройський фільм режисера Руперта Сандерса. Головні ролі виконали Білл Скашгорд та FKA Twigs. Адаптація коміксів Джеймса О'Барра, що в різний час видавалися Caliber Press, Kitchen Sink Press, Image Comics та IDW Publishing, а також ремейк однойменного фільму 1994 року.

## Синопсис
Музиканта Еріка Дрейвена та його дівчину жорстоко вбивають. Проте надприродні сили воскресають Еріка у вигляді безсмертного месника, даючи шанс помститися за власну смерть та загибель своєї нареченої.

## У ролях
- Білл Скашгорд — Ерік Дрейвен / Ворон
- FKA Twigs — Шеллі, наречена Еріка[3]
- Денні Г'юстон — Вінсент Роуг, демонічний злочинець
- Лаура Бірн — Маріан, права рука Роуга
- Ізабелла Вей — Зейді
- Самі Буажила — Кронос

## Виробництво
Вперше про початок роботи над проєктом стало відомо у грудні 2008 року, коли Стівен Норрінгтон заявив, що напише сценарій і виступить режисером «переосмисленого» «Ворона». Норрінгтон провів різницю між оригіналом та його ремейком: «Якщо оригінал Алекса Пройаса був чудово готичним і стилізованим, то новий фільм буде реалістичним, жорстким і загадковим, майже документальним».
Зйомки почалися в липні 2022 року в Празі та Мюнхені. Очікується, що зйомки завершаться у вересні. У травні 2022 права на міжнародний прокат фільму «Ворон» були продані різним покупцям на Каннському кінофестивалі.